# جنوبی‌کپی سدیبا
جنوبی‌کپی سدیبا با نام علمی Australopithecus sediba گونه‌ای از سردهٔ جنوبی‌کپی‌ها بوده‌است که سنگواره‌هایی با قدمت ۱٫۷۸ میلیون تا ۱٫۹۵ میلیون سال از دوران پلیستوسن از وی به دست آمده‌است. سنگواره‌ها در محل باستانی غار مالاپا واقع در کشور آفریقای جنوبی کشف شده‌است.

## ریشه‌شناسی
سدیبا در زبان سوتوی جنوبی به معنی چشمه است.

## اکتشاف

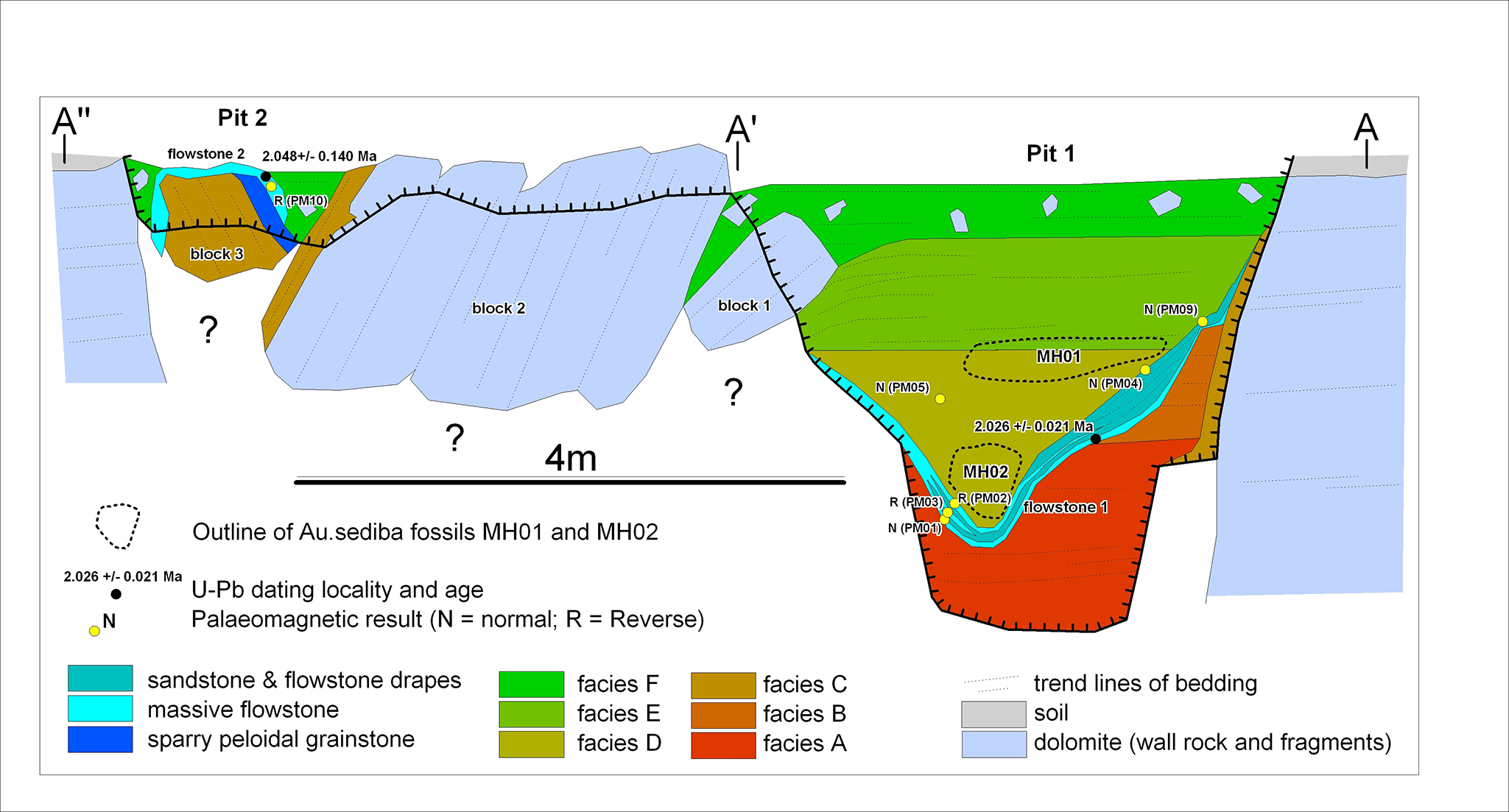
چینه شناسی مالاپا

نخستین نمونهٔ به دست آمده از این گونه، توسط پسر ۹ سالهٔ لی برگرِ دیرینه‌انسان‌شناس به نام متیو در ۱۵ اوت ۲۰۰۸ یافت شد. متیو وقتی در حال جستجو در محل حفاری پدرش در تپه‌های دولومیتی شمال ژوهانسبورگ، در منطقهٔ حفاظت‌شدهٔ مالاپا بود، به طور اتفاقی به این استخوان فسیل‌شده برخورد کرد.

## ریخت‌شناسی

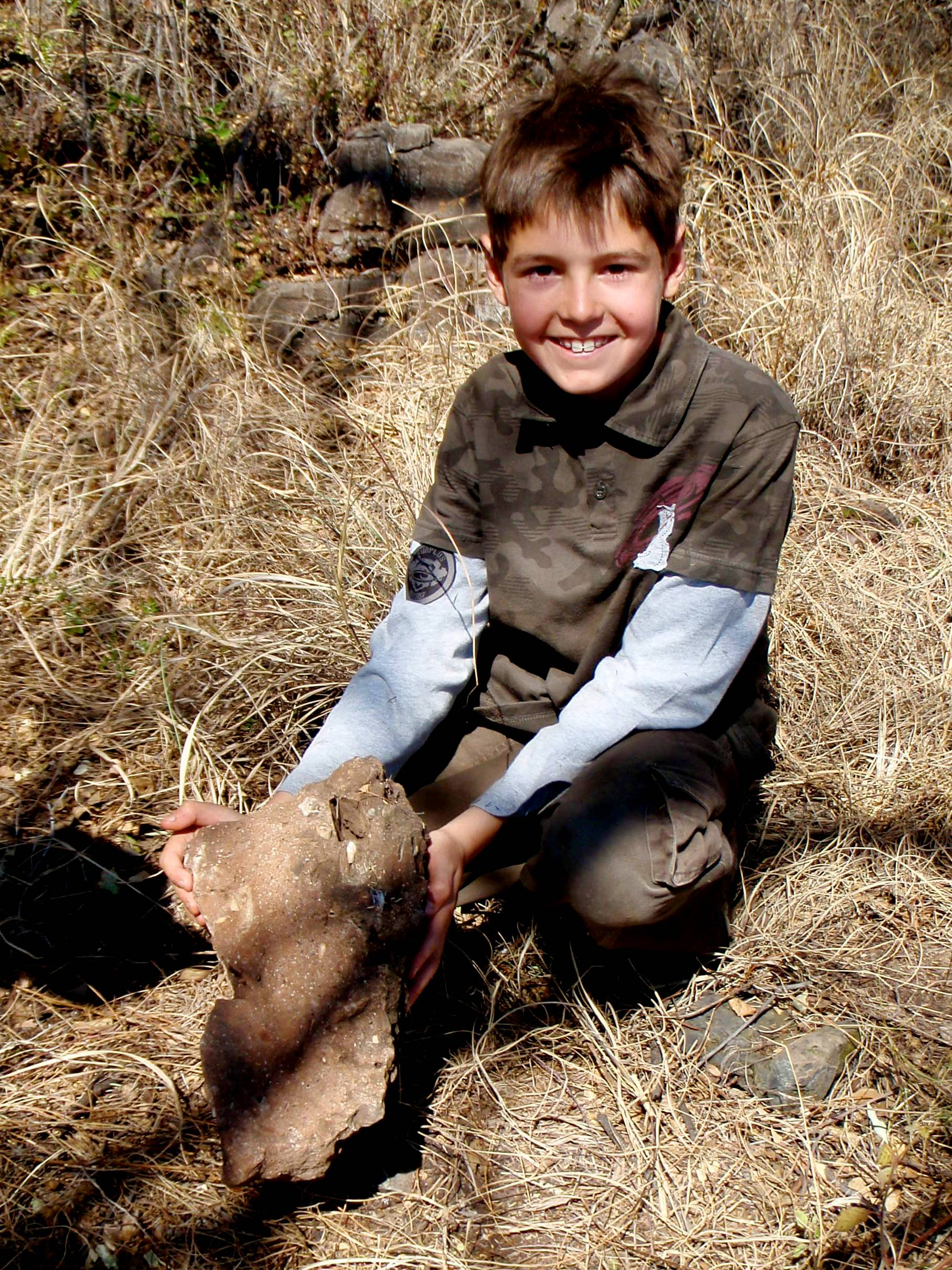
متیو برگر فسیلی را که در منطقهٔ حفاظت‌شدهٔ مالاپا پیدا کرده‌است به نمایش می‌گذارد.

به دلیل ویژگی‌های پراکنده و مختلف جمجمه‌ای و فرا جمجمه‌ای، احتمال داده شده که جنوبی‌کپی سدیبا یک فسیل گذرا در بین جنوبی‌کپی افریقا و انسان ماهر و حتی شاید انسان راست‌قامت باشد.

## فسیل ها
اگر عناصر اسكلتی شناخته شده در یك بلوك آماده نباشند(59.6٪ در صورت حذف عناصر كوچك)،  MH1 جدا شده و 34٪کامل می شود در حالیکه (59.6٪ در صورت حذف عناصر كوچك) MH2 45.6٪ كامل شده و شاهد جدایی بخشی می شویم. 
این فسیل با استفاده از ترکیبی از دیرین کشش شناسی (علم شناخت تغییرات جهت قطبهای آهن ربایی زمین از روی بررسی جهت ذرات آهن و نیکل در سنگها) و اورانیوم سرب (U-Pb) قدمت گذاری شد که نشان داد فسیلی با قدمت بیش از 2.0 میلیون سال وجود ندارد. وجود گونه های جانوری که در 1.5 میلیون سال پیش منقرض شدند نشان می دهد که این ذخایر جوان تر از 1.5 میلیون سال نیستند.
شرایطی که افراد در آن دفن شده و فسیل شده اند فوق العاده هستند و امکان استخراج فیتولیت های گیاهی از پلاک دندان را فراهم می آورد. بر این اساس، احتمال می رود که جنوبی‌کپی سدیبا رفتاری شبیه به رفتار شامپانزه های ساوانایی امروزی داشته بودند، بدین گونه که در ساوانا ها زندگی کرده باشد، اما میوه و غذاهای دیگری از جنگل خورده باشد.

## مورفولوژی و تفسیر و تعبیر
به دلیل طیف گستره ای از ویژگی های دوره موزاییک که هم در مورفولوژی جمجمه و هم در مورفولوژی پس جمجمه ارائه شده، نویسندگان پیشنهاد می دهند که جنوبی‌کپی سدیبا ممکن است فسیل انتقالی بین جنوبی‌کپی آفریقایی (کودک تاونگ، خانم پلس) و حتی انسان ماهر یا حتی انسان راست قامت (پسر تورکانا، انسان جاوا، انسان پکن) باشد. 
ظرفیت جمجمه MH1، که تخمین زده می شود 95٪ ظرفیت بزرگسالان (420 سانتی متر مکعب) باشد، در انتهای بالایی از محدوده جنوبی‌کپی آفریقایی و به دور از محدوده پایین انسان بدوی (631 سانتی متر مکعب) است، اما اندازه فک و دندان کاملاً کوچک و شبیه به چیزی است که انتظار می رود در انسان راست قامت ظهور کند، می باشد. این ویژگی ها بسیار شبیه به هم هستند که در صورت جدا شدن بدون بقایای اسکلت، می توانند براساس دندان و اندازه فک پایین به عنوان انسانسان طبقه بندی شوند. با این حال ، فاصله کوهه های دندانها بیشتر شبیه جنوبی‌کپی است.
صرف نظر از اینکه جنوی کپی سدیبا یک جد مستقیم انسانسانان بدوی است یا خیر، درک ما از طیف گسترده ای از تغییرات در انسان‌تباران اولیه با یافتن این نمونه های جدید بسیار افزایش یافته است.
برگر و همکارانش جنوی کپی سدیبا را با گونه های جدش، جنوی کپی آفریقایی، به صورت کلی مقایسه کردند؛ هر چه جنوبی‌کپی گارهی به سمت انسان خردمند مشتق می شد، به ویژه با نشان دادن تعدادی از هم‌جداریختی یا سیناپومورفی گرفته شده برای پیش بینی سازماندهی مجدد لگن خاصره در انسان راست قامت، "راه رفتن و دویدن با انرژی کارآمدتر" صورت می پذیرفت.
به طرز شگفت آوری جنوبی کپی سدیبا دارای دستی مدرن بوده که دقت گرفتن به او این قابلیت را می داد که یک جنوبی کپی سازنده ابزار باشد.  
مچ پای جنوبی کپی سدیبایی که به خوبی از آن محافظت شده باشد، تقریبا شکل و کاربردی مشابه به مچ پای انسان دارد و شواهد مبتنی بر وجود قوس و تاندون آشیلی مشابه با انسان دارد. 
بر خلاف توضیحات اولیه نویسندگان که فسیل ها را گونه های انتقالی ممکن بین جنوبی کپی ها و انسان خردمند تفسیر و تعبیر می کنند، دیگر متخصصان دیرینه شناس تمایلی به قبول این موضوع ندارند.
این تفسیر و تعبیر بر اساس مشاهدات روی فک پایینی که توسط فرایدمان شرنک کشف شد، از یک فسیل 2.5 میلیون ساله که به انسان رودولفی شهرت دارد قدیمی ترین فسیلی است که به ژن انسان خردمند نسبت داده شده است.